# Búnquers del Bosc de Rossa d'Arsèguel
Els Búnquers del Bosc de Rossa d'Arsèguel formen part de la gran barrera defensiva edificada a mitjans de la dècada del 1940 pel franquisme als Pirineus que va rebre el nom de Línia P. Les fortificacions del Bosc de la Rossa envolten el poble d'Arsèguel. Aquesta defensa hauria hagut de fer front a una hipotètica invasió del territori espanyol per part de l'exèrcit alemany, primer, i aliat, més tard. S'han mantingut al territori sense que mai fossin ocupades. Els búnquers de l'Alt Urgell i la Cerdanya són possiblement els més ben conservats de la línia.

## Història
El general insurrecte Franco, en el decurs de la Guerra Civil, va iniciar els primers estudis per fortificar la frontera dels Pirineus i fer front a un atac exterior. En el context de la Segona Guerra Mundial el projecte es va reprendre, i es va iniciar així la construcció dels primers búnquers a mitjan anys quaranta, davant el temor d'una possible invasió del territori espanyol per part dels exèrcits participants en la guerra. Es van finalitzar al llarg dels anys cinquanta però mai no es van ocupar, tot i que l'exèrcit espanyol en va fer el manteniment fins aLs anys vuitanta del segle xx. A Martinet es pot visitar el parc dels búnquers de Martinet i Montellà, un centre d'interpretació i un itinerari que permet visitar una mostra d'aquests búnquers. Ambdues visites es poden completar amb excursions pel Parc Natural del Cadí-Moixeró i als cims dels voltants de la serra del Cadí i del massís del Pedraforca.